# Bruno Espinosa de los Monteros
Bruno Espinosa de los Monteros (Sevilla, c. 1775 - Bogotá, 12 de mayo de 1830) fue un impresor y editor hispano-colombiano, figura fundamental en la difusión de las ideas independentistas durante la emancipación de la Nueva Granada. Como director de la Imprenta Real de Santafé de Bogotá entre 1804 y 1826, su taller produjo documentos fundacionales de la República y periódicos revolucionarios que catalizaron el pensamiento ilustrado neogranadino.

## Biografía

### Orígenes y formación (1775-1804)
Bruno Espinosa nació en Sevilla alrededor de 1775, perteneciente a una dinastía de impresores al servicio de la Corona española. Su padre, Antonio Espinosa de los Monteros, fue enviado a América por orden del virrey Manuel Antonio Flórez en 1777 para establecer la Imprenta Real en Santafé de Bogotá, respondiendo a la necesidad de contar con un centro de producción gráfica en el virreinato.
Desde temprana edad, Bruno se formó en el taller familiar, adquiriendo destrezas técnicas en tipografía, composición tipográfica y manejo de prensas. A diferencia de las élites criollas que asistían al Colegio Mayor de Nuestra Señora del Rosario, su educación fue esencialmente práctica, centrada en dominar las complejidades del oficio gráfico. Este aprendizaje le permitió comprender no solo aspectos técnicos, sino también la gestión de materiales como papel, tintas y matrices importadas de Londres.

### Director de la Imprenta Real (1804-1810)
Tras el fallecimiento de su padre en 1804, Bruno asumió la dirección del taller a los 29 años, heredando dos prensas de hierro fundido, tipos móviles y los contratos oficiales con la administración colonial. Su taller, ubicado en la Calle Real, se convirtió en el único autorizado para imprimir documentos gubernamentales, posición estratégica que fortaleció su prestigio social.
Durante este periodo, estableció redes intelectuales con figuras clave como Antonio Nariño y Francisco José de Caldas, imprimiendo obras científicas como El Semanario del Nuevo Reino de Granada (1808-1811). Esta publicación difundió conocimientos sobre botánica, minería y geografía, sembrando inquietudes ilustradas entre las élites criollas. Espinosa desarrolló además innovaciones técnicas, como la creación de tipos más legibles y sistemas de encuadernación más eficientes.

### Revolución tipográfica (1810-1819)
Al iniciarse el movimiento independentista en 1810, Espinosa transformó su taller en centro de propaganda revolucionaria. Su imprenta produjo documentos fundamentales como la Constitución de Cundinamarca (1811), primer texto constitucional neogranadino, y el periódico La Bagatela (1811-1812) fundado por Nariño. Estos materiales incluían viñetas con símbolos patrios como cóndores y soles, diseñadas para evadir la censura realista.
Durante la Reconquista española en 1816, tropas realistas al mando de Pablo Morillo incautaron temporalmente su taller. Pese al riesgo, Espinosa continuó imprimiendo materiales clandestinos que circulaban en círculos independentistas, usando papel de contrabando y tintas de elaboración propia. Su capacidad para mantener operativa la imprenta en condiciones adversas fue vital para mantener viva la causa republicana durante el periodo conocido como "El Régimen del Terror".

### Impresor de la República (1821-1826)
Consolidada la independencia, el Congreso de Cúcuta lo designó "Impresor Oficial del Gobierno" en 1821. En este cargo estratégico, coordinó la producción de la Gaceta de Colombia, órgano difusor del gobierno de Simón Bolívar, donde se publicaron 265 números entre 1821 y 1826. Cada edición requería complejos procesos de composición, impresión y distribución a través de las escarpadas rutas andinas.
Su taller, que operaba día y noche en la antigua Casa de la Moneda de Bogotá, empleaba a 12 aprendices y utilizaba papel fabricado en la Hacienda de Fucha. Allí se imprimieron las primeras ediciones de las Leyes del Congreso de Cúcuta y documentos constitucionales que articularon el marco jurídico de la Gran Colombia. Espinosa implementó sistemas de control de calidad para garantizar precisión en textos legales, estableciendo estándares para la impresión oficial en el nuevo Estado.

### Últimos años y muerte (1826-1830)
Espinosa se retiró en 1826 debido a problemas de salud agravados por décadas de exposición a plomo y arsénico presentes en las tintas. Según el registro de defunción de la Catedral Primada, falleció el 12 de mayo de 1830 a causa de "hidropesía de pecho" (actual edema pulmonar agudo), condición asociada a insuficiencia cardíaca crónica.
Investigaciones médicas históricas sugieren que su enfermedad fue ocupacional, común entre impresores de la época debido a la inhalación de vapores tóxicos durante el proceso de fabricación de tintas. Fue sepultado en el Cementerio Central de Bogotá, aunque su tumba se perdió durante las reformas urbanísticas de 1910. Sus herramientas y prensas fueron adquiridas por su discípulo Manuel Antonio Espinosa, continuando el legado tipográfico familiar.

## Producción intelectual
| Obra                                    | Periodo   | Características                                                   | Ejemplares conservados          |
| --------------------------------------- | --------- | ----------------------------------------------------------------- | ------------------------------- |
| La Bagatela                             | 1811–1812 | Semanario político de Antonio Nariño con crítica anticolonial     | Hemeroteca Digital BN Colombia  |
| Gaceta de Colombia                      | 1821–1826 | Órgano oficial de la Gran Colombia con proclamas de Simón Bolívar | AGN Colombia                    |
| Constitución de Cundinamarca            | 1811      | Primer texto constitucional del territorio neogranadino           | Biblioteca Nacional de Colombia |
| El Semanario del Nuevo Reino de Granada | 1808–1811 | Revista científica dirigida por Francisco José de Caldas          | Museo Nacional de Colombia      |
| El Argos Americano                      | 1820–1821 | Periódico político con ensayos de Camilo Torres Tenorio           | Museo de la Independencia       |

## Legado
Espinosa revolucionó la cultura gráfica neogranadina mediante tres contribuciones fundamentales: 
1. Innovación iconográfica: Introdujo viñetas xilográficas con símbolos patrios como el cóndor, la cornucopia y el gorro frigio, creando un lenguaje visual unificado para la causa republicana. Estas imágenes se convirtieron en poderosas herramientas de propaganda política que trascendían las barreras del analfabetismo.
2. Redes de distribución: Estableció rutas clandestinas con arrieros para llevar periódicos a regiones como Antioquia y Popayán, utilizando cajones secretos en mulas de carga. Este sistema permitió burlar la censura realista durante la Reconquista.
3. Formación de impresores: Capacitó a una generación de artesanos gráficos, incluyendo a su sobrino Manuel Antonio Espinosa, quien continuó el oficio familiar. Su taller funcionó como escuela informal donde se transmitieron técnicas de fundición de tipos, composición tipográfica y encuadernación.
El historiador Renán Silva describe su imprenta como "el crisol donde se fundió la palabra impresa de la revolución". Pese a su ausencia en monumentos oficiales, el Archivo General de la Nación conserva sus contratos de impresión como testimonios materiales de la transición de Colonia a República. En 2020, la Biblioteca Nacional de Colombia dedicó una exposición a su labor como "arquitecto tipográfico de la nación".

## Vida personal
Espinosa contrajo matrimonio hacia 1808 con María de la Paz Rodríguez, hija del impresor Diego Espinosa de los Monteros, consolidando así la principal dinastía tipográfica neogranadina. Esta unión reflejaba las alianzas estratégicas entre familias de artesanos especializados, común en el sistema gremial colonial.
Registros notariales en el AGN mencionan dos hijos:
- Antonio Espinosa Rodríguez (1810-1875), quien continuó como impresor oficial durante la República de la Nueva Granada.
- Manuela Espinosa Rodríguez (1812-1882), casada con el comerciante Joaquín Gómez, vinculada a la gestión del taller familiar.

Testamentos de 1830 revelan que la familia residía en una casa colonial cerca de la Plaza Mayor, con esclavos dedicados a tareas domésticas y auxiliares en el taller. Investigaciones recientes sugieren posibles vínculos con la Sociedad Patriótica de Santafé, aunque sin documentación concluyente.